# Blitter
Blitter (acrònim de Bit-Block Transfer) és un xip coprocessador dedicat a transferències de dades en memòria, normalment independent de la CPU utilitzant mètodes bit blit.
Anteriorment les CPU feien la feina de moure els bitmaps per la memòria RAM. Però com les operacions gràfiques eren cada vegada més complexes, això es va desvincular aviat de la CPU, ja que aquesta havia de retre en altres tasques.
El blitter va ser introduït per reduir la càrrega gràfica de la CPU. Per algun temps, en els anys 1980, alguns ordinadors de sobretaula incloïen un coprocessador per a aquesta tasca. La CPU podia enviar les operacions bit blit cap al blitter, de manera que l'operació era molt més ràpida que si la CPU fes tota la feina.
Un dels primers ordinadors personals que feien servir aquesta solució va ser el Commodore Amiga. El chipset d'Amiga incloïa un blitter. A més de la capacitat de copiar i manipular grans àrees gràfiques, el blitter d'Amiga també incloïa maquinari de dibuix de línies i farcit d'àrees.
Alguns models del Atari ST també incloïen un coprocessador blitter. Retards en la fabricació van causar que la seva introducció en la línia ST fos implantat més tard que en els primers STS que despatxar. No obstant això Atari va planejar una actualització per permetre als compradors instal·lar el xip blitter, aquest pla va ser més tard abandonat.
Com que les CPU es fabricaven cada vegada més optimitzades, els xips blitter es van fer obsolets.
Les Unitats de Processament Gràfic (GPU) modernes trobades en la majoria de targetes gràfiques eren processadors totalment equipats en si mateixos i van superar ràpidament als primitius xips blitter.